# Herzbergstraße
Die Herzbergstraße ist eine in West-Ost-Richtung verlaufende, knapp 2,6 Kilometer lange Straße im Berliner Bezirk Lichtenberg, die im 19. und 20. Jahrhundert als wichtiger Industriestandort galt und in der zahlreiche denkmalgeschützte Gebäude erhalten sind.

## Geschichte und Lage
Mit der Ansiedlung von Fabriken ab der Mitte des 19. Jahrhunderts in der Gemeinde Lichtenberg wurden die vorher überwiegend brachliegenden Flächen nördlich des Dorfkernes bebaut. Für die Erschließung wurde eine West-Ost-Verbindungsstraße angelegt, die seit 1893 offiziell Herzbergerstraße hieß, später in Herzbergstraße geändert. Ein wichtiger Umstand war der Bau der Industriebahn Tegel–Friedrichsfelde, die beiderseitig Gleisanschlüsse für die Fabriken bot.
Die Namensherkunft ist nicht vollständig gesichert, als wahrscheinlichste Erklärung wird eine Ableitung von der volkstümlichen Bezeichnung des Hügelgeländes als Herzberge angenommen, wonach auch das Krankenhaus bezeichnet wurde.
Die Nummerierung beginnt auf der südlichen Straßenseite am Roederplatz an der Kreuzung mit der Möllendorffstraße mit der Hausnummer 1 (am westlichsten Punkt) und läuft bis zur Nummer 78 ganz am östlichen Ende. Dann geht sie auf der nördlichen Straßenseite ab dem Evangelischen Krankenhaus Königin Elisabeth Herzberge mit der Nummer 79 wieder in westliche Richtung zurück bis zur letzten Nummer 155 (an dieser Hufeisennummerierung orientiert sich auch die folgende Darstellung der Straße mit ihren Bauten).
Die Geokoordinate bezieht sich auf die Kreuzung der Herzbergstraße mit der Siegfriedstraße.

## Gewerbegebiet Herzbergstraße

### Überblick
Stadtplanerisch ist die Herzbergstraße Teil des gleichnamigen Gewerbegebietes, das sich von der Landsberger Allee im Norden bis auf die südliche Häuserzeile der Josef-Orlopp-Straße sowie von der Vulkanstraße im Westen bis an den Landschaftspark Herzberge im Osten erstreckt.
Das Gewerbegebiet ist ein wichtiger innerstädtischer Gewerbestandort, dessen Bedeutung sich unter anderem auch im Stadtentwicklungsplan Industrie und Gewerbe des Senats niederschlägt. Auf dem etwa 190 Hektar großen Areal sind mehr als 850 Unternehmen mit über 8400 Beschäftigten ansässig.
Das vormals überwiegend industriell geprägte Gebiet hat sich seit der deutschen Wiedervereinigung stark verändert. Seit den 1990er Jahren gibt es hier keine Großbetriebe mehr. Industrielle und allgemein produzierende Betriebe sind in dem Gebiet deutlich weniger geworden, die Größe der vorhandenen Unternehmen ist zurückgegangen, aber ihre Anzahl gestiegen. Die Nachfrage nach den vorhandenen Gewerbeflächen war lange Zeit schwach, nahm jedoch im Zuge der insgesamt in Berlin größer werdenden Konkurrenz um verfügbare Gewerbeflächen in den 2010er Jahren stark zu. Dies führte u. a. zu Befürchtungen, dass ansässige Unternehmen aus dem Gebiet verdrängt werden könnten, sowie hohen Erwartungen hinsichtlich der Entwicklungsmöglichkeiten ihrer Flächen seitens der Grundstückseigentümer, weshalb hinsichtlich der Sicherung und Entwicklung des Gewerbestandortes Handlungserfordernisse entstanden.
Von Dezember 2015 und bis Ende 2018 war das Gewerbegebiet auf Betreiben des Büros für Wirtschaftsförderung des Bezirksamts Lichtenberg eines von bundesweit neun städtebaulichen Modellvorhaben zur nachhaltigen Weiterentwicklung von Gewerbegebieten im Experimentellen Wohn- und Städtebau (ExWoSt) des Bundesinstituts für Bau-, Stadt- und Raumforschung, das in dem Forschungsfeld städtebauliche und verfahrensbezogene Ansätze entwickeln, praktisch erproben und auswertet. Vorangegangen war eine Standortanalyse im Jahr 2014 sowie die Etablierung eines Gebietsmanagements im Sommer 2015.
Im Zusammenhang mit der stetig steigenden Zahl der Gewerbetreibenden hat sich am 20. Februar 2017 das Unternehmensnetzwerk Herzbergstraße gegründet. Die Gründer verfolgen das Ziel, das Gewerbegebiet als Arbeitsort von rund 8.400 Menschen zu sichern. Arbeitsgruppen der 16 Mitglieds-Unternehmen (Stand Februar 2018) werben Azubis und gegebenenfalls Facharbeiter an, kümmern sich um die Verbesserung des Breitband-Internetzugangs und organisieren den preisgünstigen Einkauf von Ausstattungsgegenständen. Dieses Netzwerk wurde von dem oben genannten Modellvorhanden organisatorisch und finanziell unterstützt.

### Berlins Asiatown im Osten

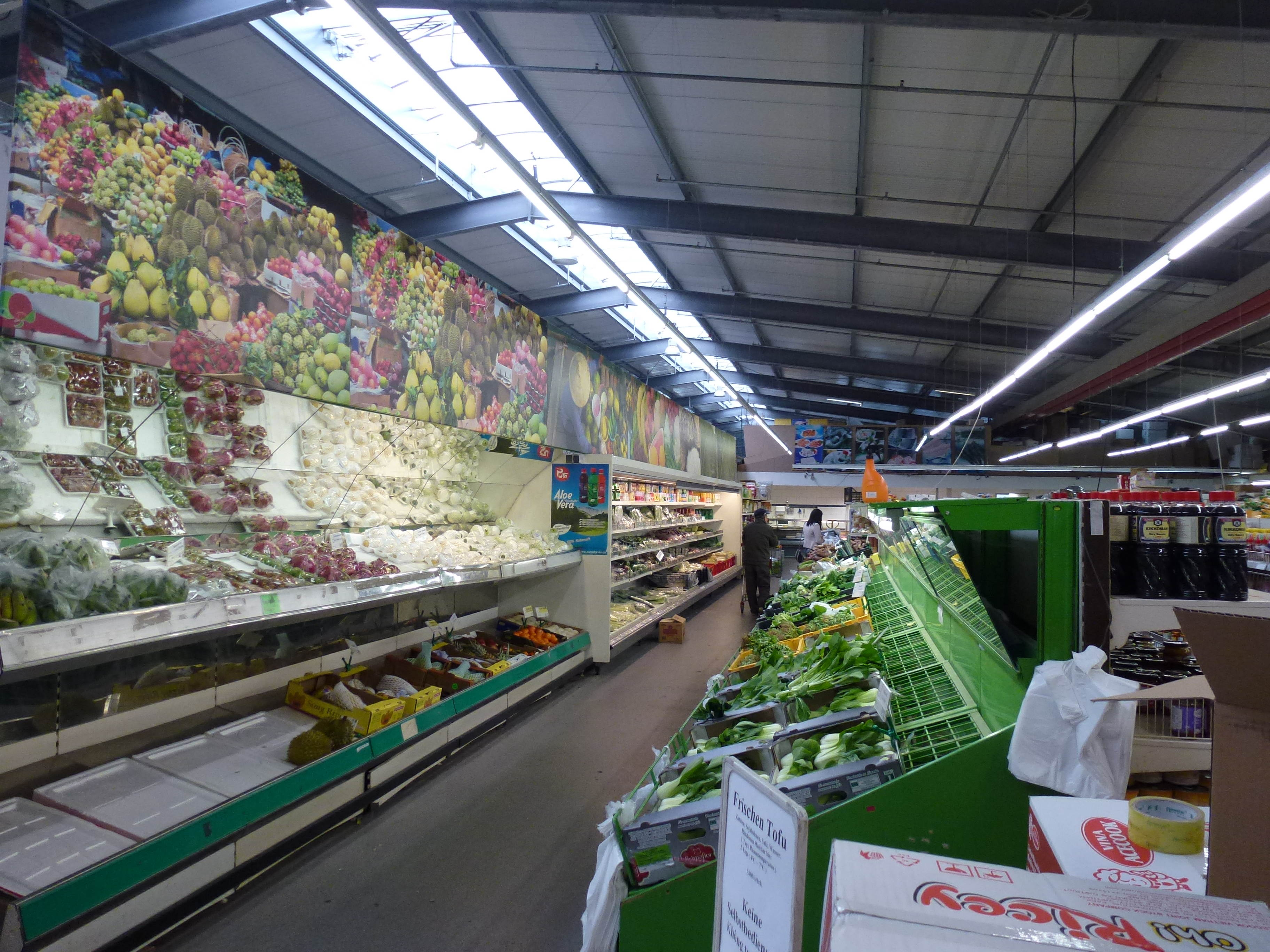
Laden im Dong Xuan Center

Seit 2006 wird unter Federführung des Großmarktes, der Dong Xuan GmbH, entlang der Herzbergstraße ein asiatisches Viertel (Asiatown bzw. Chinatown) für Berlins Osten etabliert, vor allem rund um das Gelände des ehemaligen VEB Elektrokohle Lichtenberg. Ursprünglich sollten kleinteilige Läden, gemischte Wohnquartiere, gastronomische Angebote, Handelsvertretungen, Hotels und weitere Markthallen für asiatische Waren entstehen. So wurde das Dong Xuan Center (Lage) als Großhandelskomplex mit überwiegend asiatischen Händlern und Waren im Gewerbegebiet Herzbergstraße zu einem starken Wirtschaftsfaktor für den Bezirk Lichtenberg. Das Center, benannt nach dem gleichnamigen historischen Markt (Chợ Đồng Xuân) in der Altstadt von Hanoi, wird auch als Klein-Hanoi bezeichnet.
Inzwischen ist aus dem kleinteiligen Konzept längst ein bedeutender Großhandelsmarkt entstanden, mit großen Lager- und Markthallen, einem zum Hotel umgebauten ehemaligen Fabrikgebäude, Kanzleien und Dienstleister. Auch das denkmalgeschützte Kulturhaus Elektrokohle wurde saniert und in leicht veränderter Bauweise (in respektvoller Erhaltung des historischen Charakters) neu errichtet. Im Jahr 2023 erfolgte die schrittweise Einweihung als Dong-Xuan-Haus, das als multikulturelles Gebäude betrieben wird.

## Architektur

### Wohnbauten und Zugang zum Landschaftspark
Der erste Straßenabschnitt bis zur Kreuzung mit der Vulkanstraße (bis Hausnummer 10) wird dominiert von zwei langen Häuserfronten unterschiedlicher Plattenbau-Typen im Bestand der Wohnungsgenossenschaft Lichtenberg, die zwischen 1975 und 1985 errichtet wurden. Diese konnten bis 1998 saniert werden und die beiden Häuserzeilen fallen heute durch die als Regenbogen gestalteten Fliesenfassaden auf, um die es einige Diskussionen gab. Im Verlauf der Herzbergstraße stehen dann zahlreiche frühere oder neu gebaute Unternehmensgebäude, ein Wohnhaus steht leer (Nr. 29), unter dem Hausnummernbereich 54 folgt ein etwas unauffälliger und zurückgesetzter Wohnblock, der um 1930 errichtet wurde.

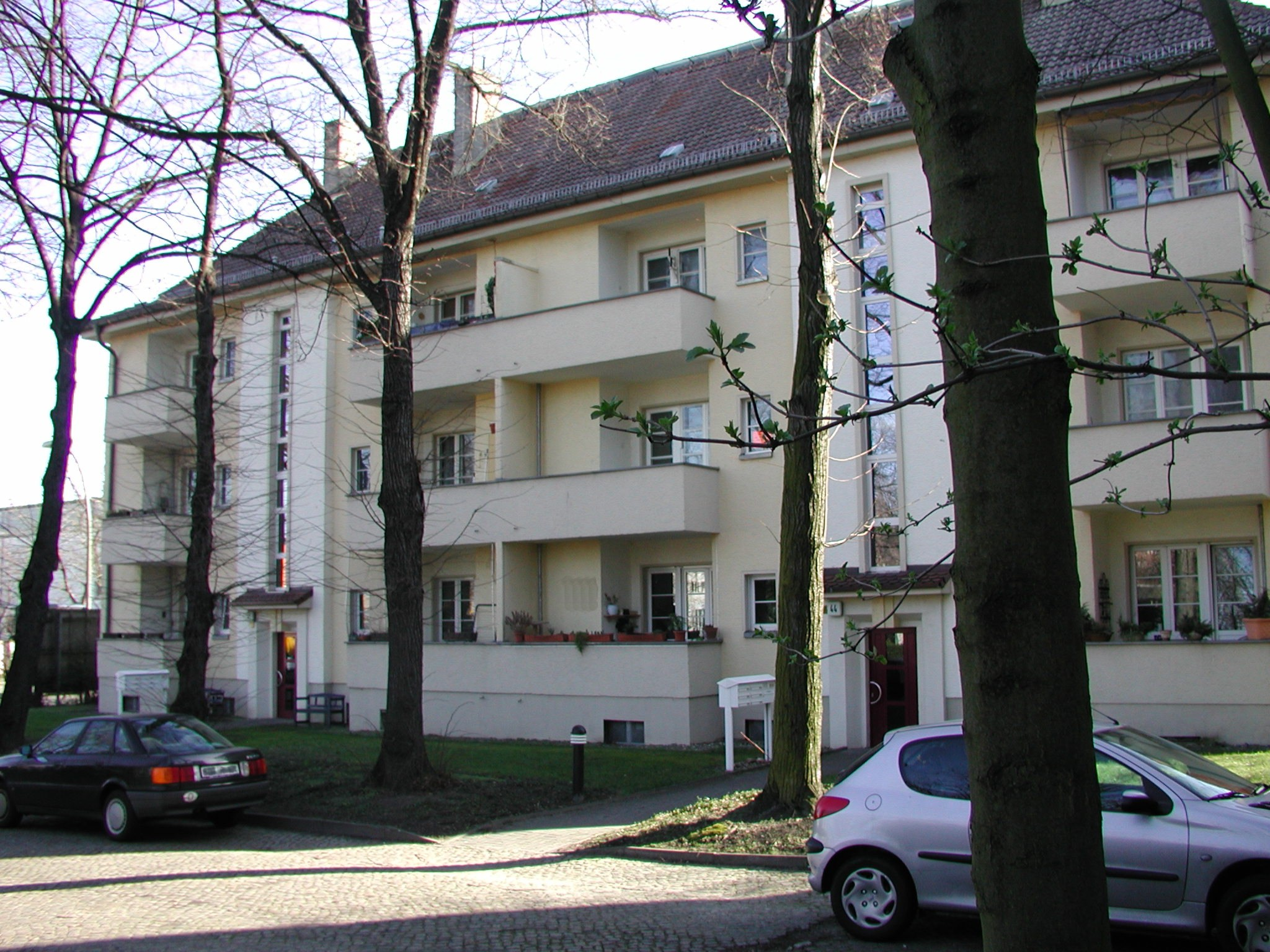
Querstehender Wohnblock in der Herzbergstraße

Kurz vor dem Ende der Herzbergstraße gibt es einen Zugang zu zwei Kleingartenanlagen (Eisenbahn und Roeder) und unmittelbar daneben steht unter der Nummer 78 ein vorn zweistöckiges abgeputztes Wohnhaus, das nach hinten mit einem vierstöckigen Neubau erweitert wurde. Ziemlich verborgen in einem kleinen Wäldchen stehen schließlich gegenüber dem Gelände des Krankenhauses noch zwei Villen, die für die Familien der im Krankenhaus arbeitenden Ärzte gebaut wurden und nun als Kita (Waldhäuschen) und Hospiz dienen.
An dieser Stelle befindet sich der nördliche Zugang zu dem aus dem früheren Wirtschaftshof des Krankenhauses und weiteren Flächen der Kleingartenanlagen im Jahr 2010 eingerichteten Landschaftspark Herzberge. Dieser wird schrittweise ausgebaut und kann mittels eines Fuß- und Radweges erreicht werden, der teilweise auf der früheren Gleistrasse geführt wird.

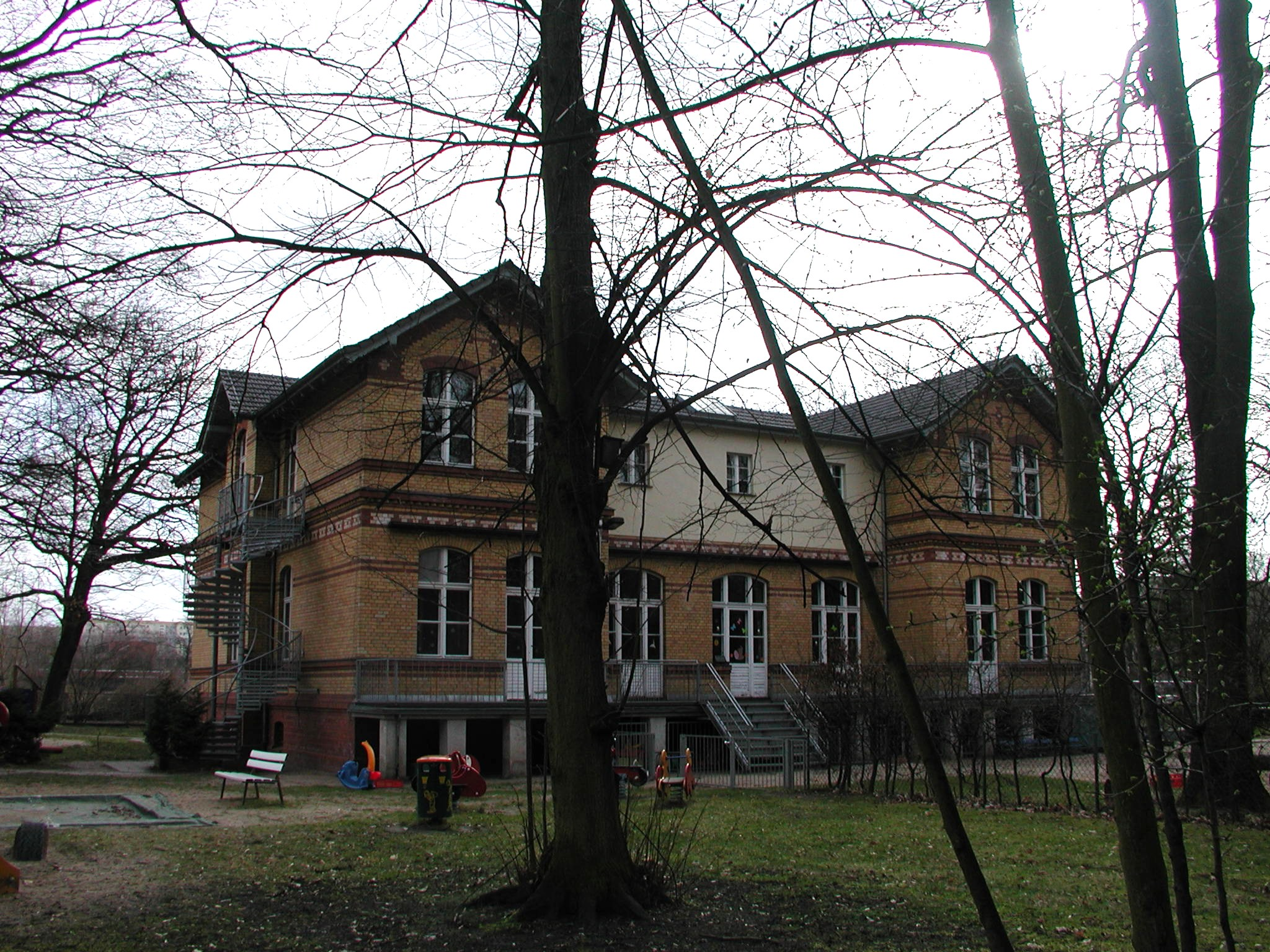
Ehemalige Beamtenvillen in der Herzbergstraße (Häuser 20 und 21 des Krankenhauses)

Die nächste Wohnbebauung befindet sich auf der nördlichen Straßenseite unter der Nr. 104, ein Gebäude aus den Anfängen des 20. Jahrhunderts. Kurz daneben steht unter Nummer 106 ein kleines unauffälliges früheres Mietshaus, das nun von einer Tischlerei genutzt wird. Anschließend folgt noch eine Wohnzeile unter den Hausnummern 125–127, die mit dem ehemaligen Verwaltungsgebäude von Elektrokohle eine Straßenfront bildet. Hier lebten anfangs die Arbeiterfamilien der nahe gelegenen Werke, einige Jahre nach 1990 ausländische Einwohner, von etwa 2005 bis 2023 standen die Häuser zum Verkauf.
Vor der Vulkanstraße verbirgt sich bei der Nummer 140 ein vor 1933 errichtetes Mietshaus, das sich an Fabrikhallen des früheren VEB Elektrokohle anschließt. Die letzten Wohnhäuser auf der nördlichen Straßenseite der Herzbergstraße befinden sich unter den Hausnummern 149–155, die zu den gegenüberliegenden Bauten der WGLi gehören.
Hier gab es bis in die 1970er Jahre die Kleingartenanlage Dreieinigkeit; auf einer Teilfläche wurde 1943–1945 ein Barackenlager für russische und ukrainische Zwangsarbeiter errichtet, die im Werk Luftfahrt-Apparatebau arbeiten mussten. Den Abschluss der Wohnbauten bildet ein Doppelhochhaus (Zugang: Weißenseer Weg 1/2), das seinerzeit das erste fertiggestellte Haus für das damalige Neubauviertel Lichtenberg (Nord) war. In diesen Wohnblock zogen überwiegend Familien der in der DDR akkreditierten diplomatischen Vertretungen ein.
Ein früherer Fußgängertunnel unter dieser Kreuzung, nördlich parallel geführt zur Herzbergstraße, wurde bis zum Jahr 2011 zu einem Diskoclub (BBC „tube“) umgestaltet.
Aus dem hier anschließenden Viertel Lichtenberg (Nord) entwickelte sich in den folgenden Jahren der eigenständige Ortsteil Fennpfuhl.

### Gewerbebauten
Bedeutender sind in der Herzbergstraße die großen teilweise denkmalgeschützten Industriegebäude, die an der Vulkanstraße beginnen und sich auf beiden Straßenseiten bis zum Gelände des Krankenhauses erstrecken. Die folgende Tabelle gibt eine Übersicht der größeren Bauten und Gewerbeflächen vom ersten Besitzer bzw. Bauherrn bis zur heutigen Nutzung.

#### Südliche Straßenseite
| Haus- Nr.                  | Unternehmen, Bauherr – bis ca. 1948 – | DDR-Unternehmen – 1949 bis 1990 – | Aktuelle Nutzer (ab 2015) |
| -------------------------- | --- | --- | --- |
| 19–21                      | Von ca. 1900 bis 1937: Emil Ludewig & Carl Büttner Groß-Exportschlächterei sowie südlich davon durchgehend bis zur ehemaligen Rittergutstraße eine Sprit- und Preßhefefabrik, ab 1938 Planung und Erweiterung zum Auslandschlachthof der Stadt Berlin                                       | VE Fleischkombinat Berlin | Gewerbezentrum: Bau-Recycling-Unternehmen, Kfz-Selbstreparaturhalle, Malereibetrieb, Kfz-Sachverständiger, Winterräumdienste, Fassadenreinigung, Tischlerwerkstatt u. a. |
| 22–26                      | Borchert Verpackung; später Maschinenfabrik Ferdinand Osenberg | um 1960 VEB Verpackungsmittelwerke, VEB Baukombinat Erfurt, ein Betriebsteil von Narva – in dreigeschossigen Plattenbauten (in diesen Betrieben arbeiteten auch Strafgefangene unter Aufsicht) | vorn JET-Tankstelle seit 2000; hinten Universal-Verpackungsmittel GmbH |
| 28/29                      | Dobrin & Co., Lackfabrik (Nr. 28) und Bewag, Umformerstation (Nr. 29) | VEB ASOL–Chemie | das Gebäude direkt an der Straße ist leer, im hinteren Bereich gibt es vier Dienstleister zum Bauen |
| 33/34                      | ein Holzlagerplatz | | Neubau mit verschiedenen Verwaltungen von Bauunternehmen und der Lichtenberger Werkstatt für Behinderte, Außenstelle Herzbergstraße |
| 35–39                      | Reichsmonopolverwaltung (1932); Mineralölwerk Lichtenberg GmbH & Co. KG, eine erhaltene Lagerhalle im Fachwerkstil (Nr. 35) | Kombinat Metallaufbereitung: Hüttenwerk Emil Schmidt | KMAB Schrott und Service Berlin GmbH |
| 40–43                      | Verwertungsstelle der Reichsmonopolverwaltung Autohof | 1971–1990 Fahrbereitschaft des Ministerrates der DDR | Kleingewerke, Gewerbe, Künstlerateliers Eigentümer des Grundstücks ist seit Januar 2013 das Kunstsammler-Ehepaar Axel und Barbara Haubrok, das hier die Haubrok-Kunststiftung ansiedelte und seitdem unter dem Namen haubrokprojects regelmäßig Kunst zeigt. Die Haubroks lassen 2015/2016 auf der Fläche einen Neubau (Bezeichnung Gewerberiegel) errichten, der auf Pläne des Arno Bradlhuber zurückgeht. Am 25. November 2016 findet das Richtfest statt. |
| 46–48                      | Eisen- und Stückblech-Handelsgesellschaft E. Wiese & Co. mbH | VEB Metallaufbereitung Berlin | Alba Metallaufbereitung Berlin und Schrottannahmestelle Eggert Aufzugsbau in einem nebenstehenden zurückgesetzten Neubau |
| 50                         | Spritbank Backsteingebäude | VEB Stahlkonstruktionen | Eggert Lift-Technik GmbH und Tepper-Aufzüge |
| 51–53 54                   | Berliner Häuteverwertung Deutsche Häuteverwertung eGmbH und Verwertung für Schlachtprodukte | VEB Tierische Rohstoffe | Gewerbepark für Dienstleister rund ums Auto (Reifenservice, Verkehrstechnik …) bzw. rund ums Haus |
| 55                         | Van den Bergh Margarine AG sowie Jurgen-van den Bergh-Margarine-Verkaufs-Union und Malex, Margarine-Lagerungs- und Expeditions-Ges. Berolina Schmalzsiederei und Fettverwertungs-Ges. | Margarinewerke Berolina um 1909 von Karl Schramm gebaut und 1916 erweitert; 7000 m² Fläche | Im Jahr 2007 kauften ein amerikanischer und ein französischer Investor den Gebäudekomplex. Sie vermieten Teile davon an Künstler (HB55 – RÄUME DER KUNST) und Kreative (Hackerspace AFRA – Abteilung-für-Redundanz-Abteilung e. V.), aber auch an andere Gewerbetreibende. So befinden sich an der Straße ein Spielpalast (Vulkan-Stern) und ein Restaurant der Airstream-Catering, in den weit nach hinten reichenden Bauten einen Kfz-Getriebe-Spezialisten und ein Spezialist für klassische Geländewagen, … – insgesamt 20 Unternehmen zeugen von dem Nebeneinander von Kunst und Gewerbe. |
| 56–59 Ecke Siegfriedstraße | Lagerplatz | VEB Industrie- und Kraftwerksrohrleitungen Bitterfeld (abgerissen) | Neubau um 1995: Peugeot Berlin-Brandenburg GmbH und fünf weitere Unternehmen |
| 64/65 66/67                | Soda-Vertriebs-GmbH (Nr. 65) Blechindustrie KG | VEB Berliner Metallguß und Modellbau | Kfz-Handel und Dienstleister |
| 68–70                      | Primus Traktorengesellschaft Joh. Köhler & Co. K.G. bis 1945, danach in Miesbach (Bayern) | VE Außen- und Binnenhandelsbetrieb Metallurgiehandel | PTL Pulverbeschichtungstechnik Lichtenberg GmbH |
| 74–76                      | Petrol-Licht- und Kraft-Gesellschaft später Deutsche Treibstoffwerke AG: zwischen 1942 und 1945 stand auf dem Betriebsgelände eine Baracke für ausländische Zwangsarbeiter Die Firmenbauten sind auf mehrere Einzelgebäude aufgeteilt, die als Haus A, Haus B, C usw. gekennzeichnet waren. | Verwaltung Kombinat Minol | Krankentransport, Autoservice, Orthopädieschuhmacher Fast alle Häuser sind zumindest außen unsaniert (Stand: Mai 2016). |

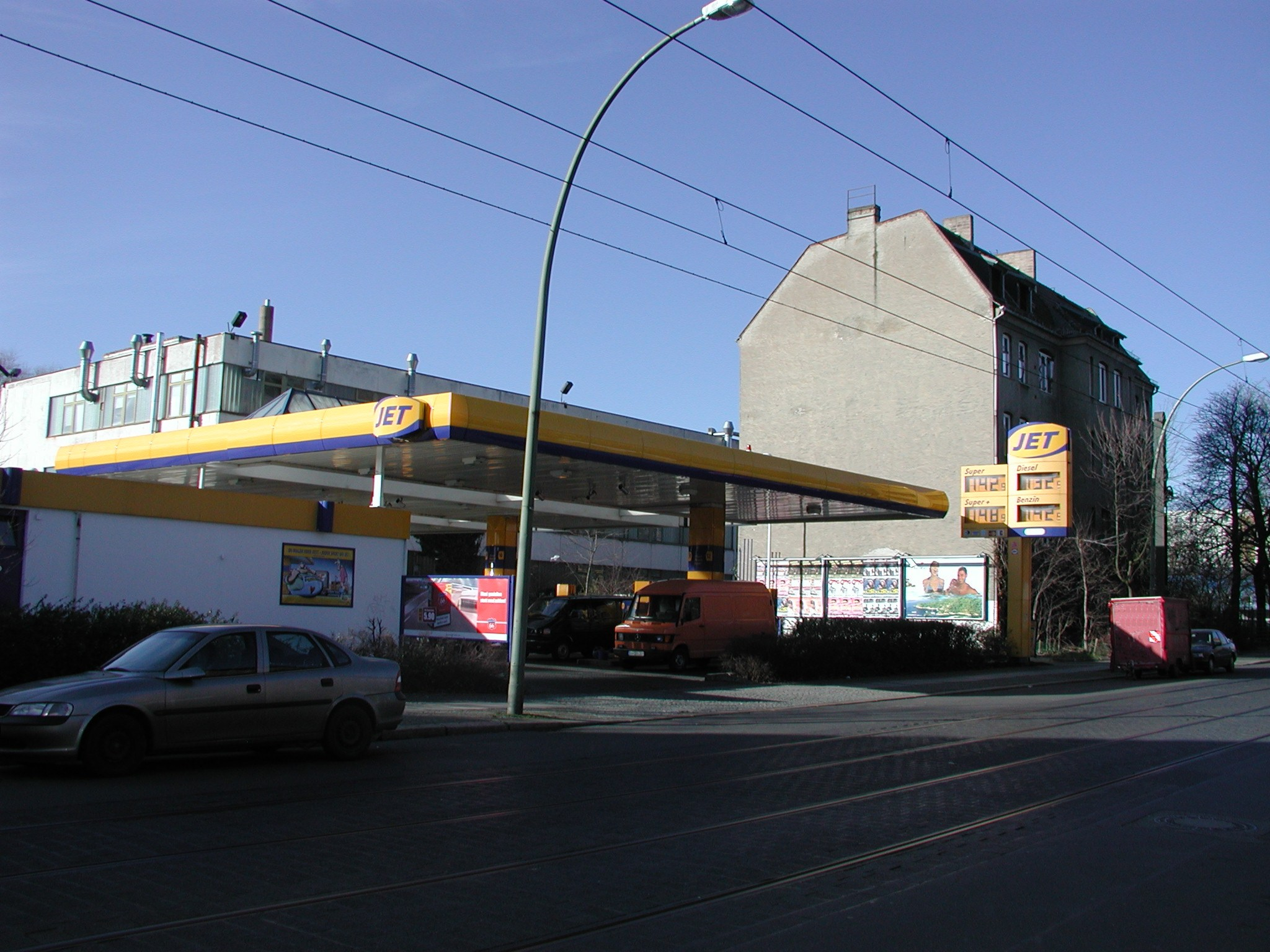
Neugebaute Tankstelle
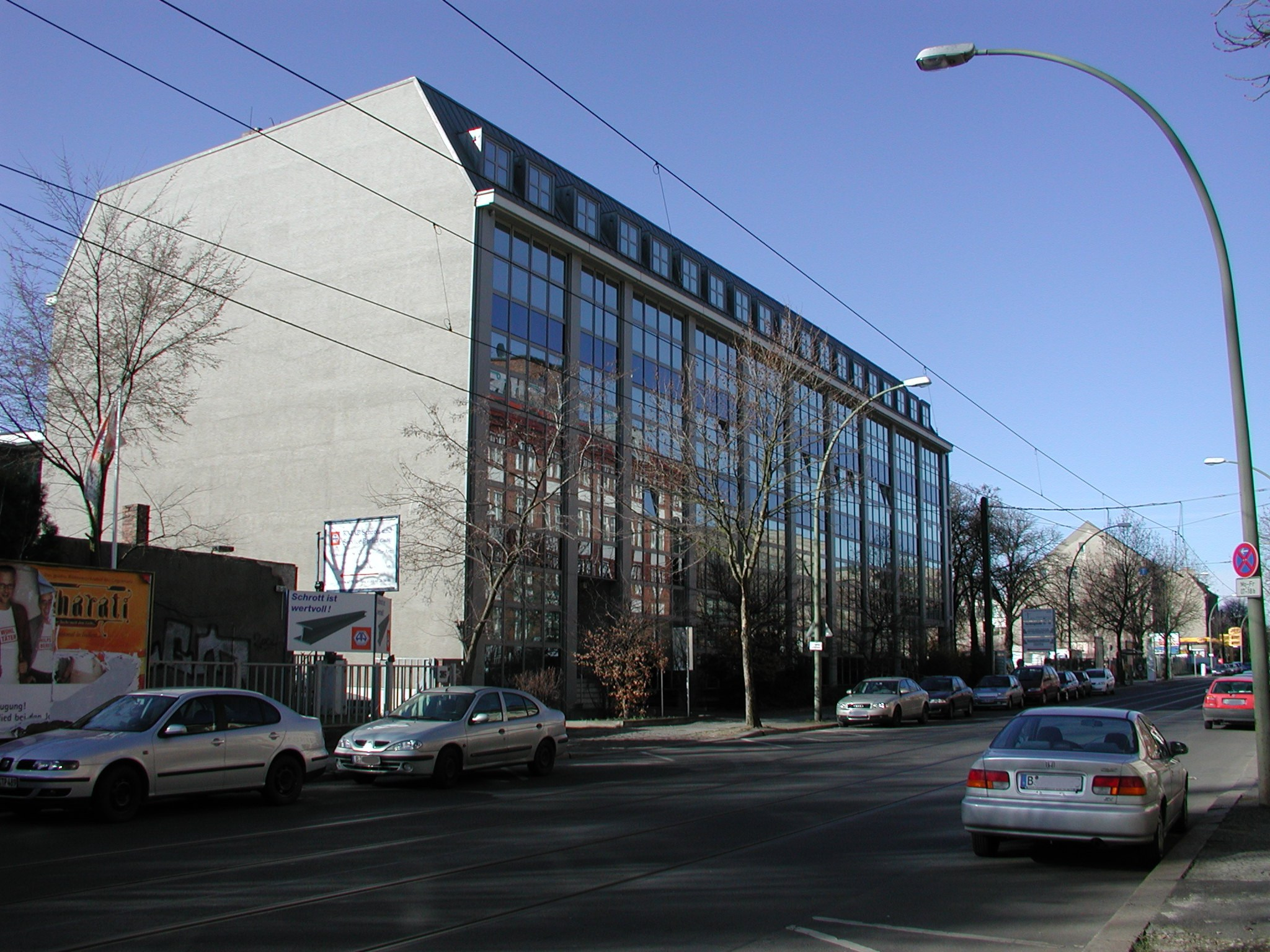
Neuerrichtetes Bürohaus
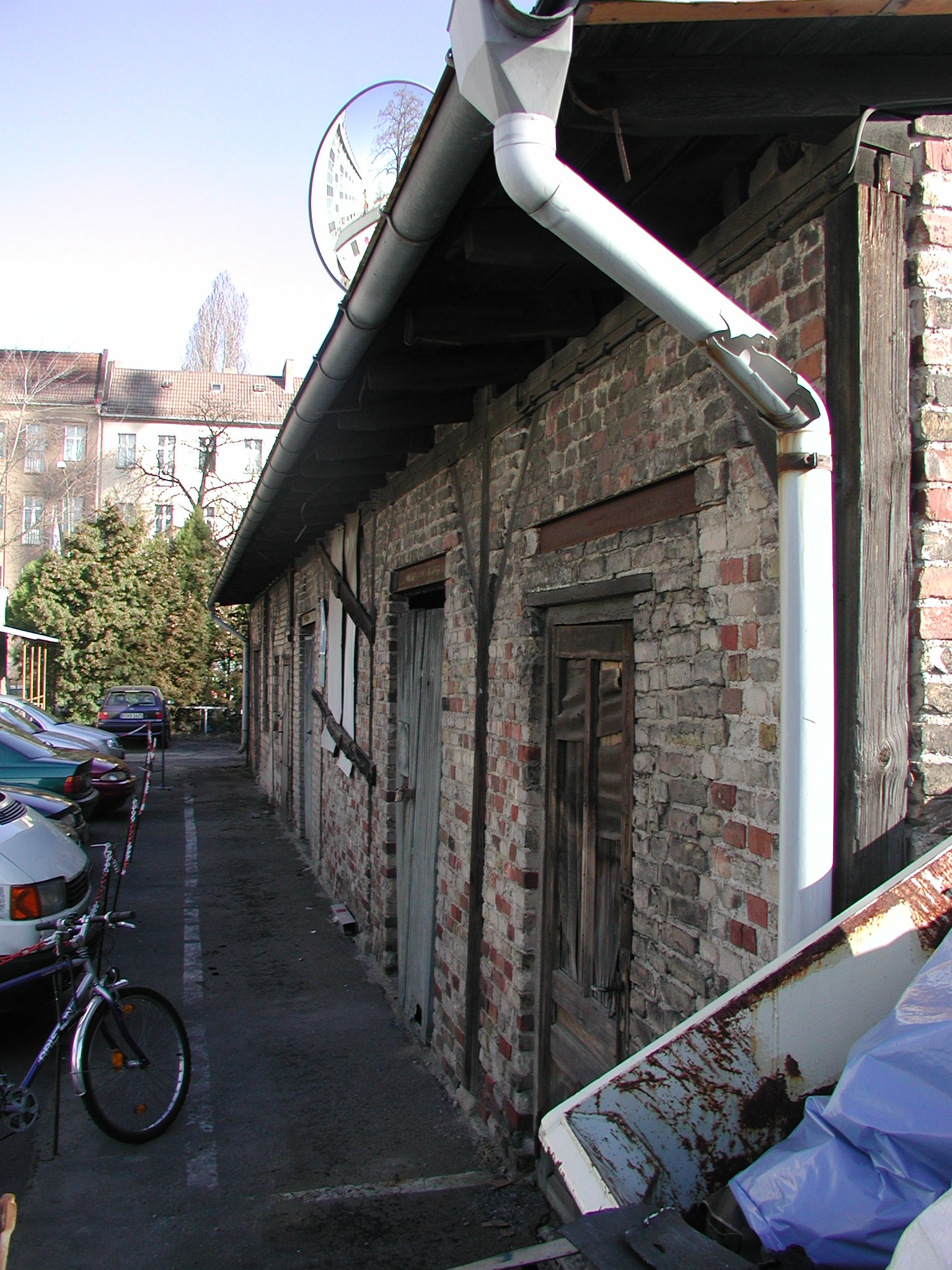
Altes Lagergebäude im Fachwerkstil auf dem Gelände der Schrottannahmestelle
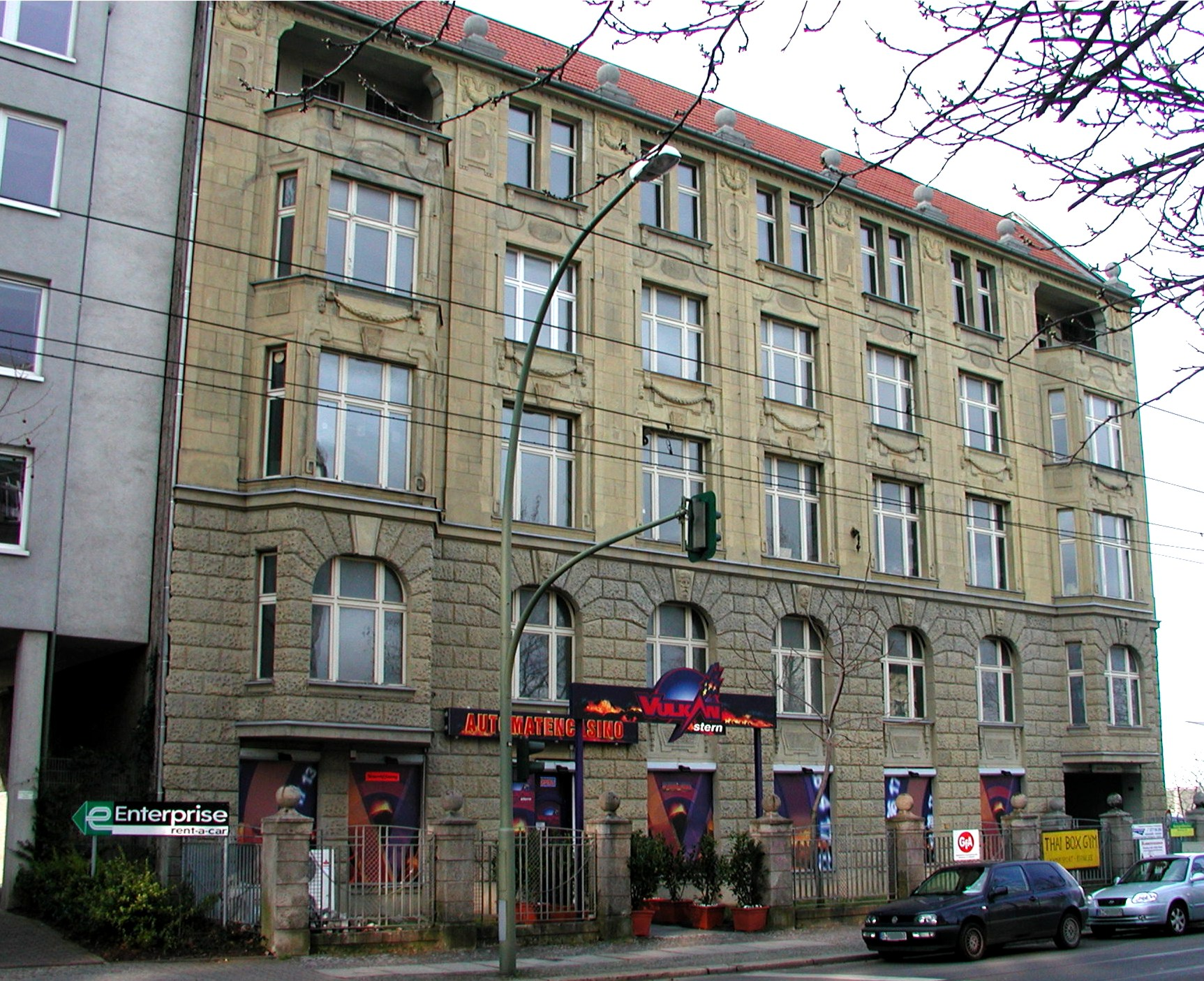
Ehemalige Margarinefabrik Berolina

#### Nördliche Straßenseite
| Haus- Nr.                   | Unternehmen, Bauherr – bis ca. 1948 – | DDR-Unternehmen – 1949 bis 1990 – | Aktuelle Nutzer (2008) |
| --------------------------- | --- | --- | --- |
| 79                          | Fachkrankenhaus für Neurologie und Psychiatrie und Königin Elisabeth Hospital (Innere Medizin, Chirurgie) 1889–1893 von Hermann Blankenstein errichtet und 1910 erweitert; Klinikgebäude, kleine Pavillons, ein Pförtnerhäuschen, ein eigenes Kesselhaus, unterirdische Verbindungsgänge, christliche Kapelle; alles denkmalgeschützt Im September 1942 und Frühjahr 1943 wurde auf dem Gelände des Krankenhauses je eine Baracke für bis zu 36 erkrankte Zwangsarbeiter aus verschiedenen Berliner Barackenlagern in Betrieb genommen | zwischen 1942 und 1946 allgemeinmedizinisches Krankenhaus, danach wurden beide medizinischen Anstalten wieder getrennt geführt                                                   | 1992, nach umfassender Sanierung aller Bauten auf dem Areal, fusionierten die beiden Häuser zum Evangelischen Krankenhaus Königin Elisabeth Herzberge (KEH) in Verbindung mit der Berliner Charité |
| 82–86                       | AGA, Automobilvertriebs-Gesellschaft; erbaut 1916–1919 durch Bruno Buch, Hersteller der AGA-Wagen 1940 gibt das Berliner Adressbuch hier als Eigentümer die Stadt Berlin an (Reichsfiskus) und einen militärisch ausgerichteten Sanitätspark | Kombinat Großhandel „Waren täglicher Bedarf“ (WtB) | denkmalgerecht rekonstruiert, heute Corvushaus genannt nach dem Unternehmen BBJ Corvus GmbH Wohnen, Lernen, Arbeiten, Kultur Berlin sowie ein Ärztehaus, einige Sondereinrichtungen des Krankenhauses, technischer Gebäudeservice |
| 87–89                       | unbebaut | | R&S Aufzugsbau und Pulverbeschichtungstechnik |
| 90–99                       | Grundstück gehörte der Terraingesellschaft Rittergut und war nicht bebaut Im Frühjahr 1943 wurde das Gelände von der Stadt Berlin gekauft und darauf eine Baracke für niederländische Zwangsarbeiter errichtet, die in umliegenden Fabriken arbeiteten | Neubau um 1970 für VEB Lufttechnische Anlagen | Berliner Luft: Produktion und Vertrieb von luft- und klimatechnischen Geräten; Autovermietung Sixt und 15 Kleinunternehmen |
| 94                          | Carl Valldorf, Eisentransporte und (nach 1945) auch Lagerung Im Vergleich mit der vorherigen Angabe ist zu schließen, dass ein Teil der Fläche doch genutzt wurde. Denn das Unternehmen war bereits in früheren Adressbüchern enthalten. | Im Jahr 1955 findet sich unter der gleichen Adresse das Unternehmen Heinz Hauswirth, Schweißgase                                                                                 | In den 2000er Jahren hat sich hier unter anderem das Ingenieurbüro für Gebäudetechnik (GT-Plan) etabliert. |
| 100                         | | Verwaltungsbau für einen Außenhandelsbetrieb | Kantine, Proberäume |
| 105/106                     | Maschinenfabrik H. Boldt Ab 1940 trat auch eine „Spezialfabrik für Einrichtungen der Seifenindustrie“ auf den Plan. | Kombinat Autotrans, VEB Versorgungstransporte Berlin | Fahrschule und Kfz-Reparaturbetrieb |
| 111/112                     | Gleichrichter- und Umspannwerk | VEB Stahlkonstruktionen und Weiternutzung des E-Werks | leer |
| 118 später geändert in 117a | Holzlagerei und Bau AG der Bewag (Städt. Elektrizitätswerke/Transformatorenwerk mit eigener Reparaturhalle) | Weiternutzung des Werkes | Vattenfall Europe Berlin |
| 119–124                     | Beton- und Monierbau Nr. 120 Hartung & Jachmann AG, Eisengießerei (122–124) | von 1945 bis ca. 1952 „Gießerei und Modellbau Hartung & Jachmann“ ab 1953 „VEB Gießerei und Modellbau“ (GMB): entwickelte und fertigte u. a. Winden und Davits für den Schiffbau | Das Pförtner- und Verwaltungshäuschen stand etliche Jahre leer, um 2011 wurde es abgerissen (siehe Bild); Die hinteren Gebäude werden von der Nachfolgegesellschaft Gießerei und Modellbau Berlin GmbH (GMB) und einem Hydraulikservice genutzt. Ab etwa 2010 entstanden Neubauten auf dem Gelände, in denen Werkstätten und Ateliers für Studenten der UdK und eine Neon-Glasbläserei eingerichtet wurden. In Hausnummer 122 befindet sich ein Kunsthaus.                                                                       |
| 125/126                     | Entlang der Straße ein Wohnmietshauskomplex „Fesca“ (Nr. 126, auf dem Hof), auch die Berliner Filiale der Lebensversicherungsgesellschaft Deutscher Ring nahm hier ihren Sitz. | Wohnhaustrakt, der für die Arbeiter des VEB Elektrokohle und weiterer Betriebe errichtet wurde                                                                                   | kleiner Handwerksbetrieb (um 2010); Wohnhaus nach einer illegalen Zwischennutzung; seit den 2000er Jahren leerstehend Im Jahr 2023 wurde bekannt, dass das Unternehmen Sector Seven die Häuser erworben hat. Sie sollen nach einer Entkernung behutsam saniert und danach schrittweise neuen Nutzungen zugeführt werden. Der Erdgeschossbereich wird zur Straße und zum Hof hin geöffnet, Räume für Gewerbe und eventuell Kunst oder auch Wohnungen sind angedacht. Ein Termin für eine Fertigstellung wurde noch nicht genannt. |
| 127                         | Siemens & Halske; später Gottlieb Büchner. Lufttechnische Anlagen | Verwaltungsbau für VEB Elektrokohle Lichtenberg | zahlreiche kleine Dienstleistungsunternehmen |
| 128–139                     | Siemens & Halske; von 1928 bis 1948 Siemens-Plania AG | ab 1950 VEB Elektrokohle Lichtenberg | Asiatisches Handelszentrum Dong Xuan H24 Hotzel Lichtenberg |
| 140–149                     | Hirsch AG 1943–1945 gab es auf dem Gelände bis zu fünf Baracken für französische Zwangsarbeiter, die im Betrieb Berliner Stahl-, Hoch- und Brückenbau tätig waren | VEB Metallleichtbaukombinat (Ecke Vulkanstraße) | China-Schuh-Center |
| 147–162                     | Wohnhäuser und Kleingärten | Wohnhäuser, Kaufhalle, Punkthochhaus | Wohnhäuser, neu gebaute Rewe-Filiale, Punkthochhaus |

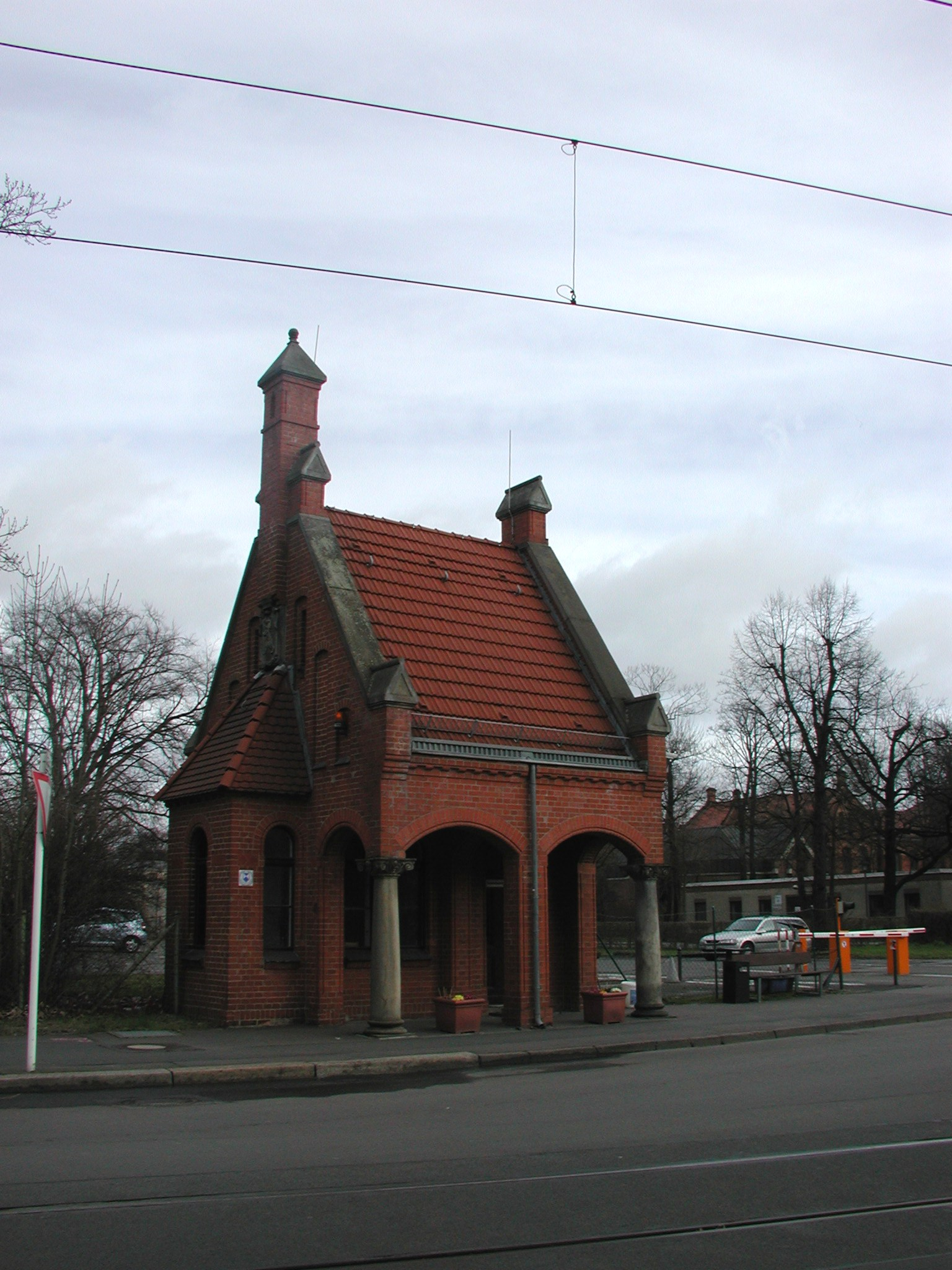
Torhaus des Krankenhauses KEH
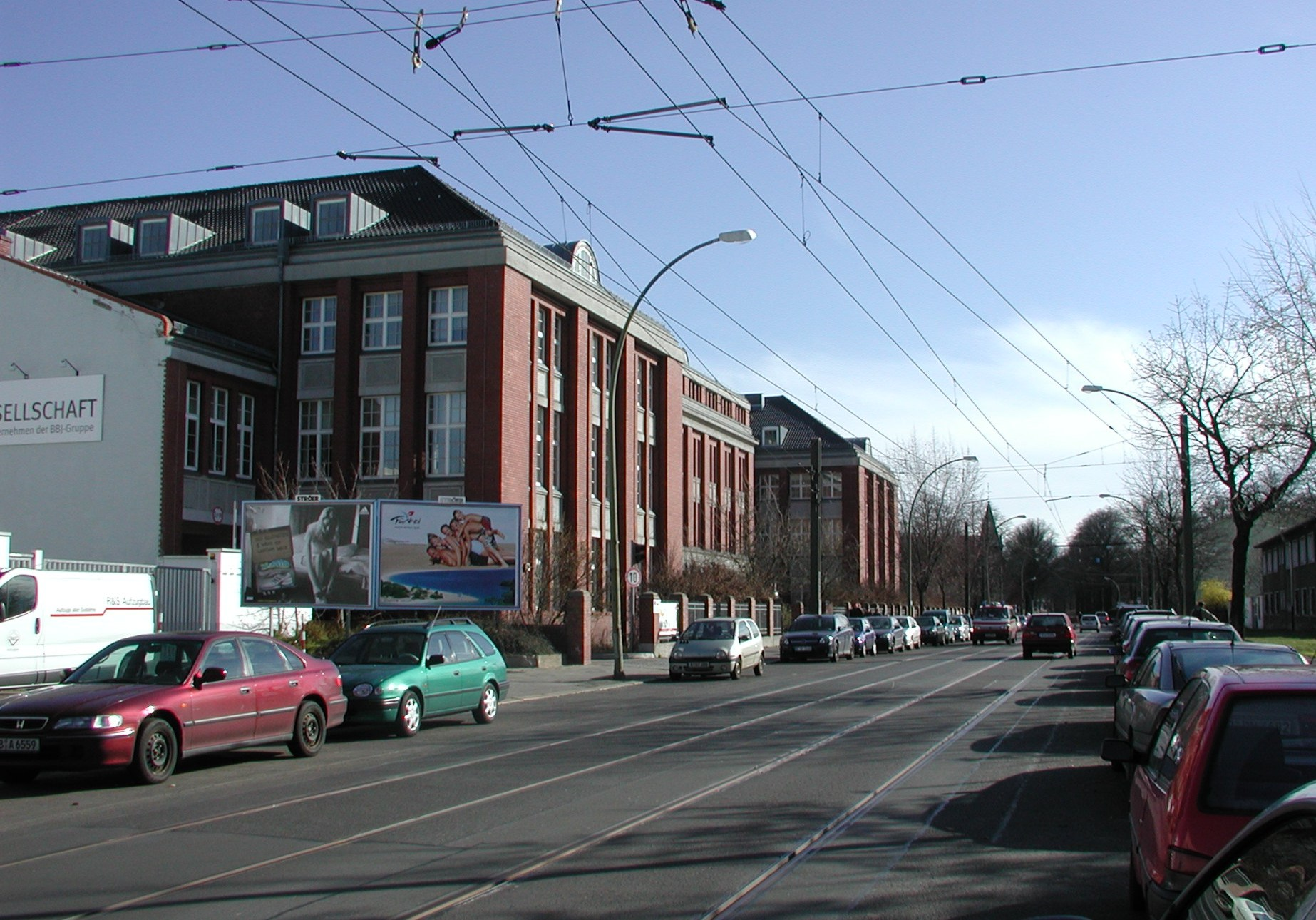
Gebäude der ehemaligen Automobilvertriebs-Gesellschaft, heute Corvushaus genannt
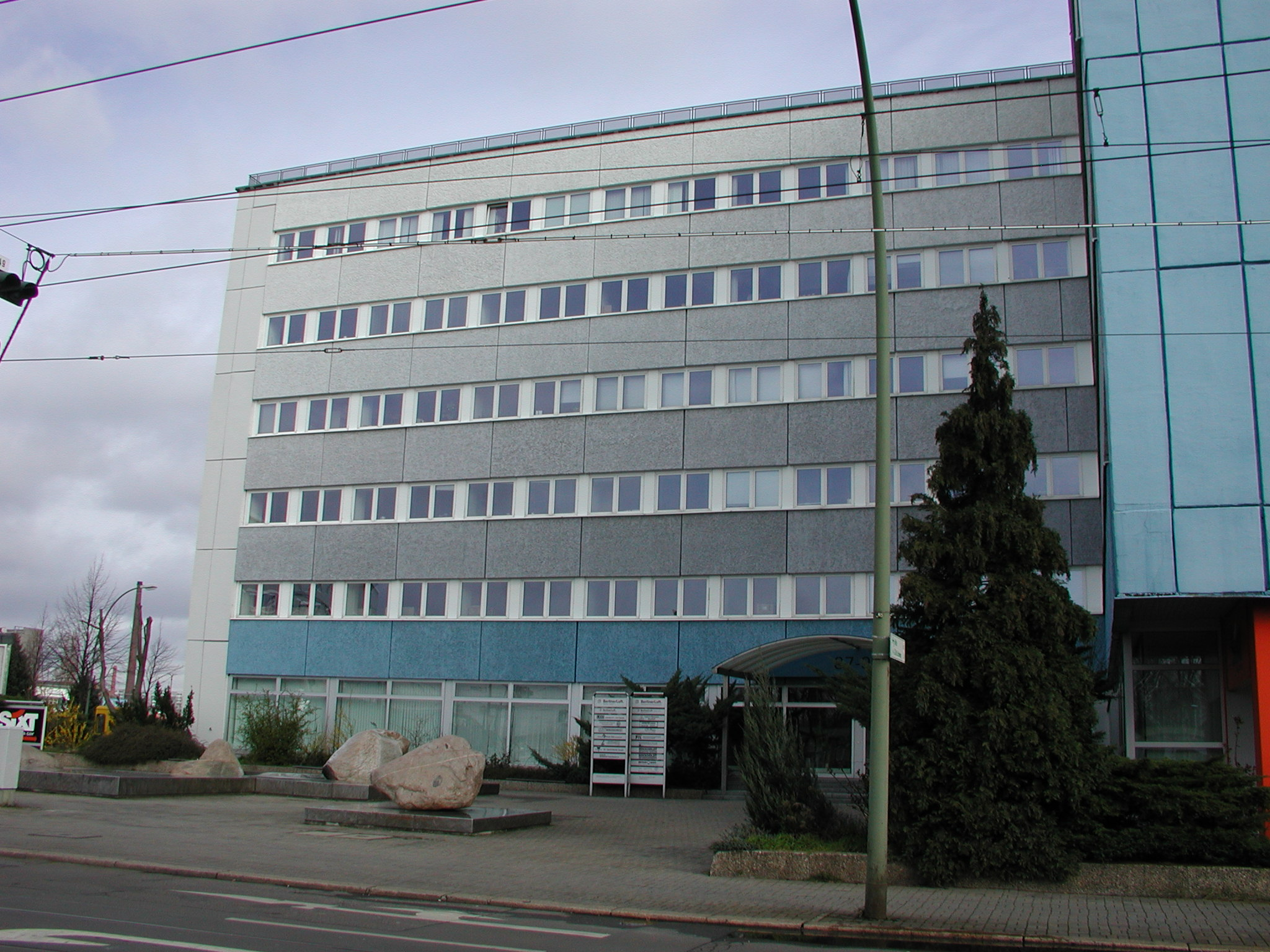
Gebäude des Unternehmens Berliner Luft mit Findlingsbrunnen
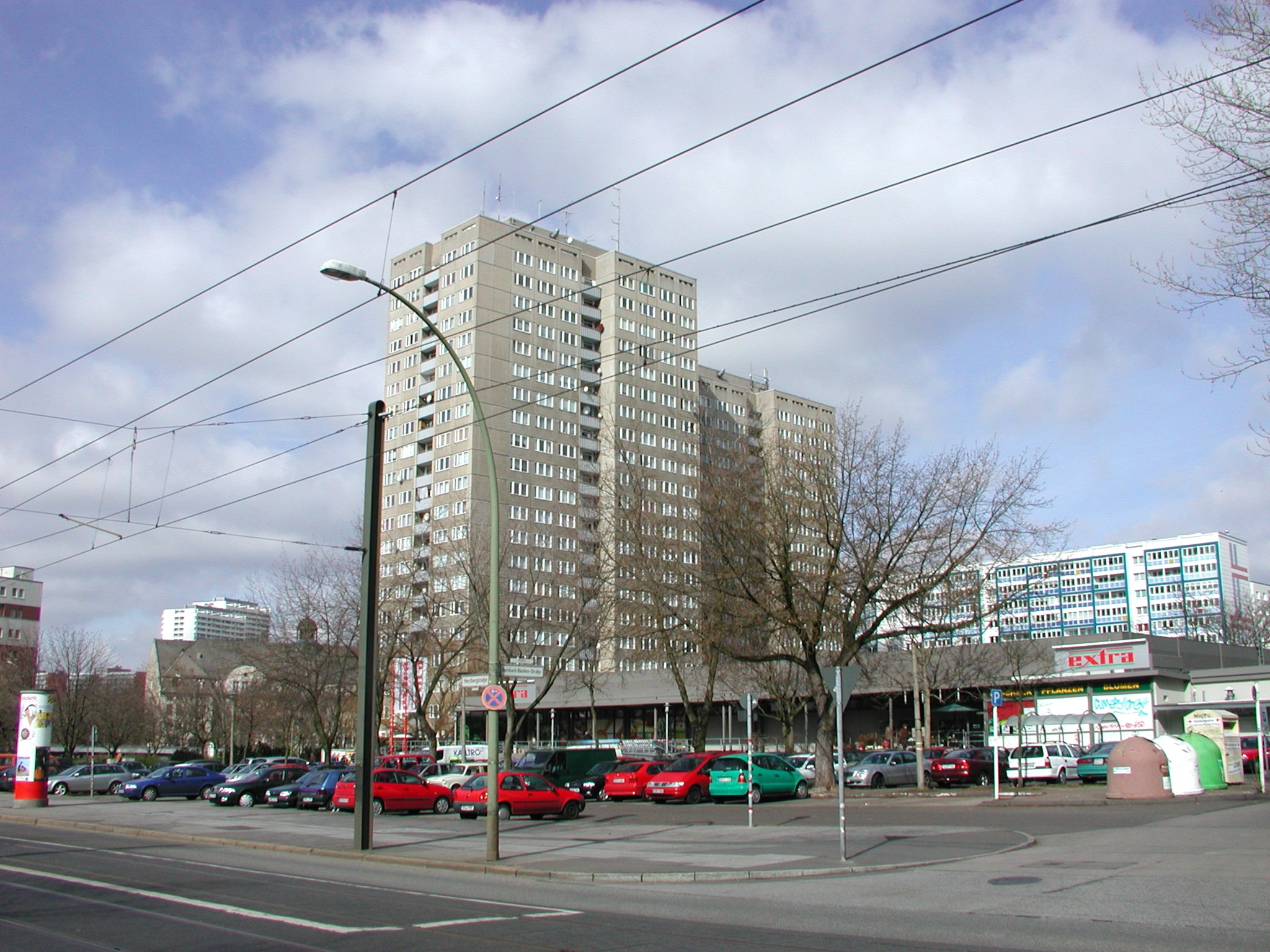
Westliches Ende der Herzbergstraße, seit 2011 neuer Roederplatz

## Verkehr
Am 12. Juni 1893 wurde eine Pferdebahnstrecke der Neuen Berliner Pferdebahn-Gesellschaft entlang der Herzbergstraße in Betrieb genommen, die am 1. Oktober 1901 elektrifiziert wurde. Um 1960 verkehrten durch die Herzbergstraße die Straßenbahnlinie 69 und der O-Bus O30. Außerdem verliefen parallel zur Straße auf beiden Seiten Industriebahngleise, die die Unternehmen mit Material belieferten und die fertigen Erzeugnisse zum Bahnhof Lichtenberg oder in die andere Richtung zwecks Weitertransports brachten.
Heute verkehren durch die Herzbergstraße die Straßenbahnlinien M8, 18, 21, 37 und sie wird von der Buslinie 256 im Bereich Siegfriedstraße gekreuzt. Eine direkte Straßenverbindung mit der Allee der Kosmonauten besteht durch das Krankenhausgelände, die jedoch nur von Sonderfahrzeugen genutzt werden darf.
Nach der Entkernung einiger Flächen zwischen der Herzbergstraße und der Landsberger Allee wurde in Höhe der Hausnummern 110/111 eine neue Straße angelegt, die wegen ihrer Nähe zum Zwischenpumpwerk Lichtenberg den Namen „Am Wasserwerk“ erhielt.

## Kunst und Gedenken

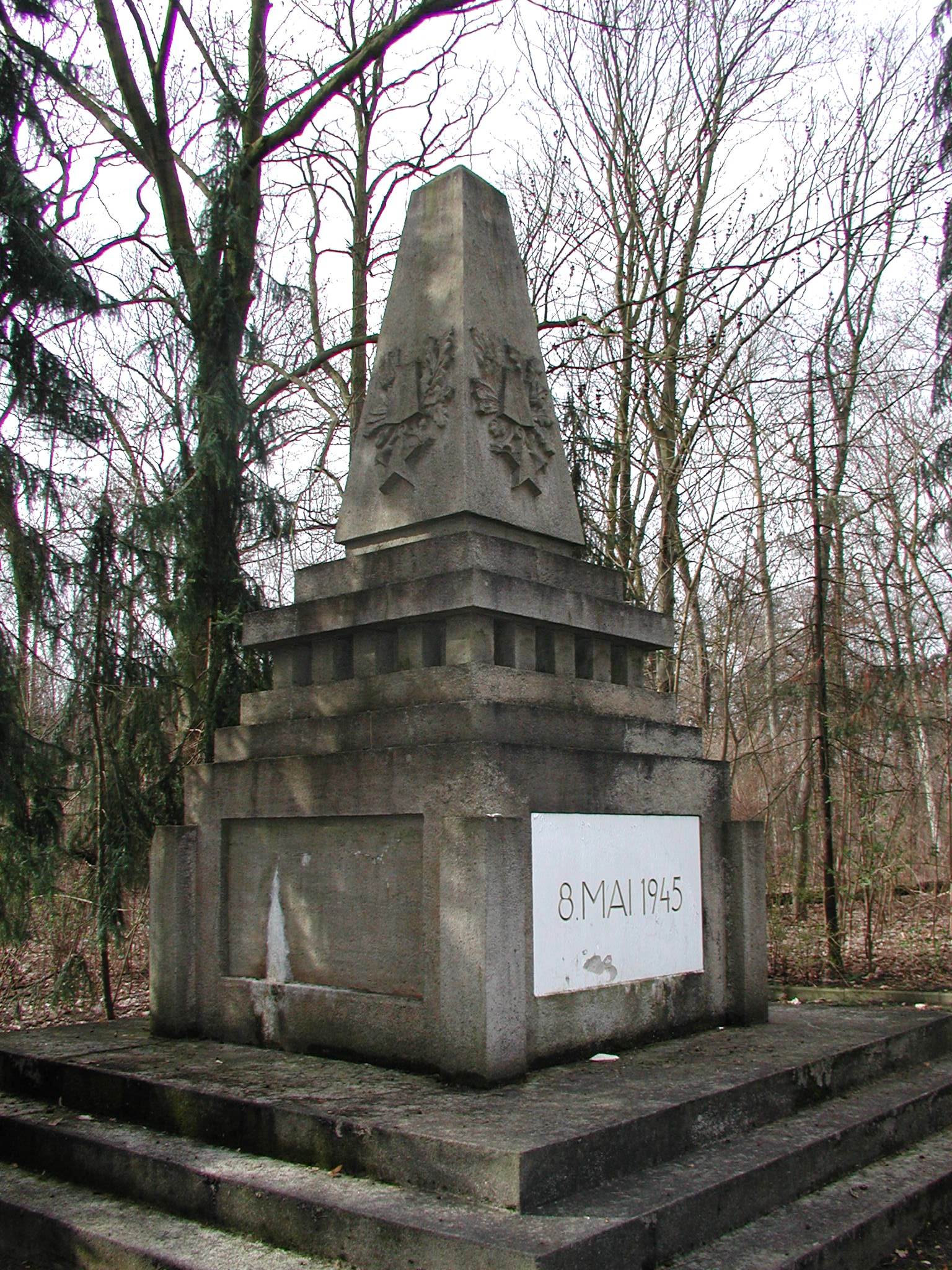
Denkmal für die Befreiung vom Faschismus auf dem Gelände des Krankenhauses KEH

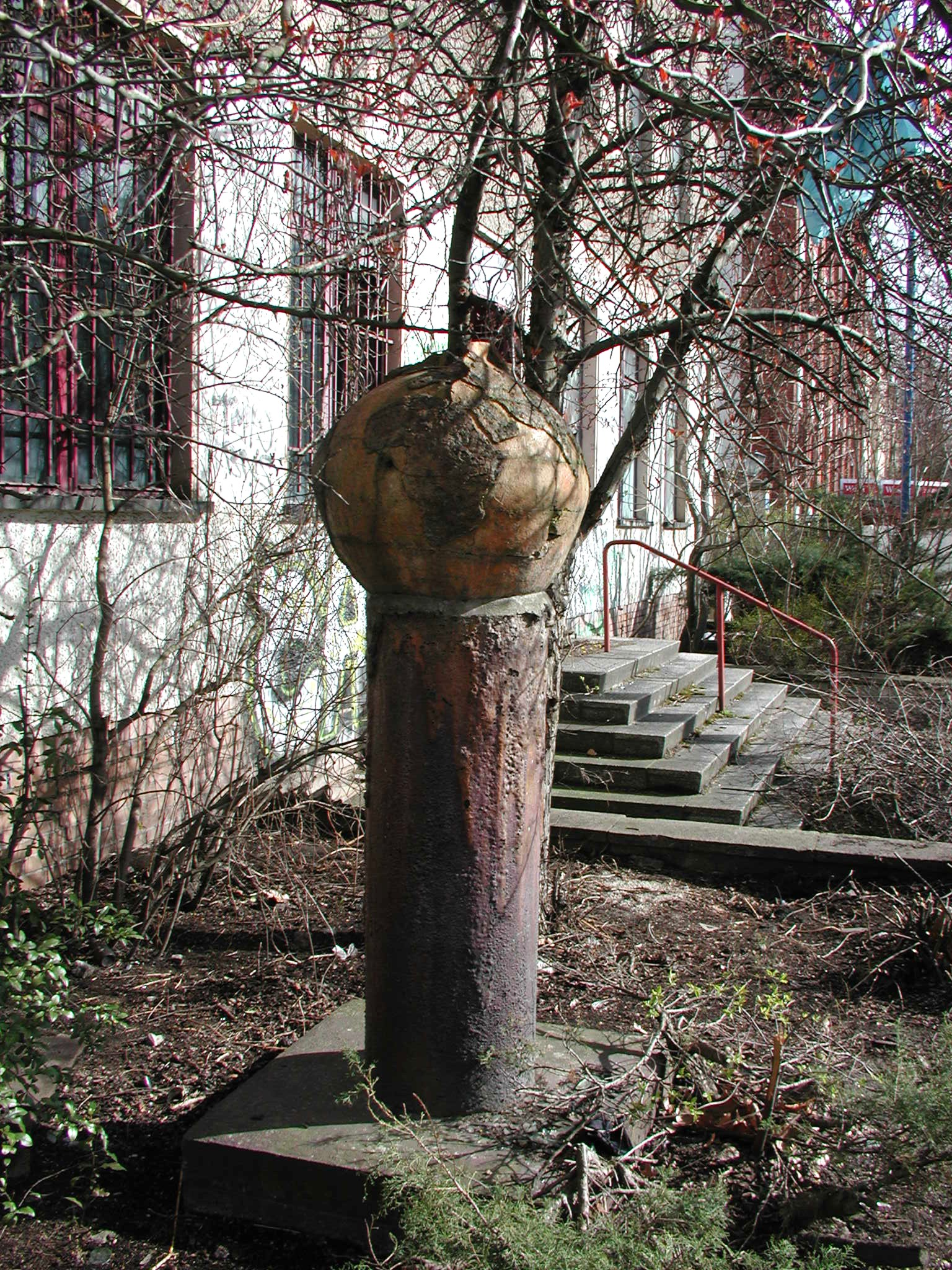
Keramiksäule von Doris Pollatschek, nun wieder aufgestellt

- Vor dem Neubau für Lufttechnische Anlagen ließ das damalige Bezirksamt Lichtenberg einen Sprudelbrunnen aus mehreren großen Granitfindlingen auf einem rechteckigen gemauerten Becken aufstellen; er ist in den Sommermonaten auch weiterhin in Betrieb.
- Auf dem Gelände des KEH stehen mehrere Kunstwerke: in der Grünanlage vor dem Hauptgebäude ein Springbrunnen mit einer Schale aus Sandstein von acht Metern Durchmesser und einer Mittelfontäne, die bis rund fünf Meter aufsteigen kann. In den weitläufigen Grünanlagen befinden sich weitere Objekte, von denen hier noch das Denkmal zur Befreiung vom Faschismus aus dem Jahr 1945 (Kunststein, 5,50 m hoch) genannt werden soll.
- Eine Quelle[49] gibt den Hinweis auf eine künstlerisch gestaltete Keramiksäule von Doris Pollatschek, die vor der ehemaligen Berufsschule für Handel (später Kulturhaus Elektrokohle) stand. Die Säule stellt die Erdkugel auf einem Ständer dar und ist stark von der Witterung geschädigt. Zwischen etwa 2010 und 2015 war das Kunstwerk dauerhaft eingehaust, später auch eingelagert. Seitdem das ehemalige Kulturhaus neu aufgebaut wird, ist die Einhausung verschwunden, die Säule wieder sichtbar (siehe Bild).
- Am Wohnhaus Herzbergstraße 104 gab es eine Gedenktafel für den im KZ Flossenbürg ermordeten Politiker Ernst Reinke mit der Inschrift:

„Hier wohnte der antifaschistische Widerstandskämpfer Ernst Reinke, geb. am 28. 11. 1891,
 ermordet am 28. 4. 1943. Ehre seinem Andenken!“

Die Tafel wurde nach 1990 entfernt.